# Ева Квартет
„Ева Квартет“ е българска певческа формация за фолклорна музика. Създадена е от диригента Милен Иванов и четири певици от световноизвестния хор „Мистерията на българските гласове“:
- Гергана Димитрова (сопран) — северняшки фолклор;
- София Янева (мецосопран) — тракийски фолклор;
- Евелина Спасова (алт) — граовски фолклор;
- Даниела Стоичкова (контраалт) — фолклор от Кюстендилски регион.

От създаването му до 2014 година диригент на квартета е Милен Иванов.
Репертоарът на „Ева Квартет“ се състои от обработки на народни песни, написани специално за тях, както и от автентични народни песни. Изпълняват и творби на изявени български композитори като Филип Кутев, Красимир Кюркчийски, Стефан Мутафчиев, Николай Кауфман, Стефка Кушлева и др. Голямо значение четирите певици отдават и на църковно-славянската музика.
Квартетът е основан през 1996 г., две години след като певиците се запознават на конкурс на „Мистерията“, на който и четирите са одобрени. Първият им успех е през 1998 г., когато швейцарският продуцент Марсел Селие включва четири техни песни в четвъртия компактдиск от поредицата „Le Mystere Des Voix Bulgares“. Друго постижение е включването на песента „Радке, мама, Радке“ в сборния албум със световна етно музика „Spiritus“, издаден от PolyGram. Благодарение на него „Ева Квартет“ се нарежда до световноизвестни имена като Дийп Форест, Андреа Бочели и Горан Брегович.
През 2000 г. записват съвместен албум с Илия Луков, наречен „Камбана“.
Първият самостоятелен албум на формацията е издаден през 2001 г. и озаглавен „Български фолклорни дарове“. Той съдържа 16 фолклорни песни, 5 църковно-славянски песнопения и 2 ремикса. На следващата година излиза вторият им албум, наречен „Хармонии“, съдържащ както автентична и обработена фолклорна музика, така и авторски произведения на основата на църковните песнопения. През 2012 година излиза третият албум на „Ева Квартет“, озаглавен „Арката“. Той е съвместен проект със световноизвестния музикант Хектор Зазу и се смята за един от най-мащабните проекти в световната етно музика.
Квартетът има участия на множество български и световни музикални фестивали:
- „Tranz and Folk Fest“ – Рудолщадт, Германия;
- „Voice mania“ – Виена, Австрия;
- фестивала за етно музика в Плауен, Германия (с втора награда);
- международния музикален фестивал в Япония;
- „Европалия“ в Брюксел, Белгия;
- „Аполония“, Созопол, България.